# Philagra concolor
Philagra concolor är en insektsart som beskrevs av Hermann Hacker 1926. Philagra concolor ingår i släktet Philagra och familjen spottstritar. Inga underarter finns listade i Catalogue of Life.